# Колласйоки (остановочный пункт)
Ко́лласйо́ки (фин. Kollasjoki) или Ко́ллаа (фин. Kollaa) — бывший остановочный пункт, а ранее — финский разъезд на 379,25 км перегона Лоймола — Пийтсиёки линии Маткаселькя — Суоярви Октябрьской железной дороги. Находится на территории урочища Колласйоки Лоймольского сельского поселения Суоярвского района Республики Карелия.

## История
Участок Маткаселькя — Лоймола, был открыт 15 декабря 1920 года. Основной задачей было соединить железной дорогой восточные приграничные с СССР земли с центральной Финляндией. Участок Лоймола — Суоярви, где впоследствии был организован разъезд Колласйоки, был открыт только 1 января 1924 года. А конечный пункт — станция Найстенъярви — 16 октября 1927 года.

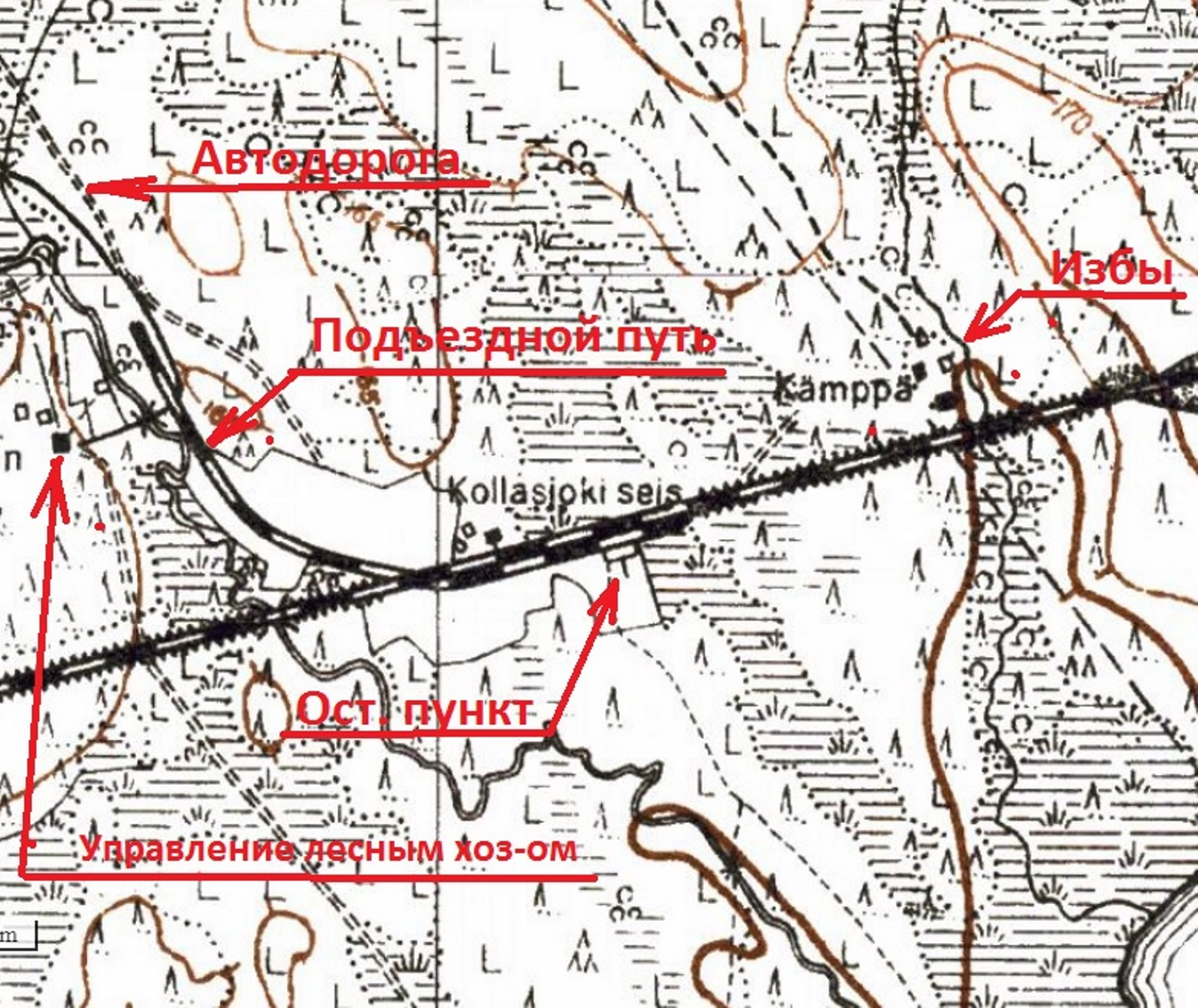
Схема разъезда Колласйоки, 1942 год.

Разъезд упрощённого назначения был организован 1 января 1924 года в абсолютно ненаселённой местности среди обширных болотных массивов и до 1940 года назвался Kollasjoki, а впоследствии получил название Kollaa. Предназначение его было — погрузка и транспортировка леса. Полезная длина его единственного бокового пути была всего 450 метров, так что обслуживать разъезд мог исключительно короткие грузовые лесовозные составы.
От западной горловины разъезда в северном направлении отходил подъездной путь длиной около 0,5 км, шедший вдоль реки Колласйоки. К его тупику примыкала автомобильная дорога, по которой лес и привозили для дальнейшей транспортировки по железной дороге. При разъезде находился штаб по управлению лесным хозяйством.

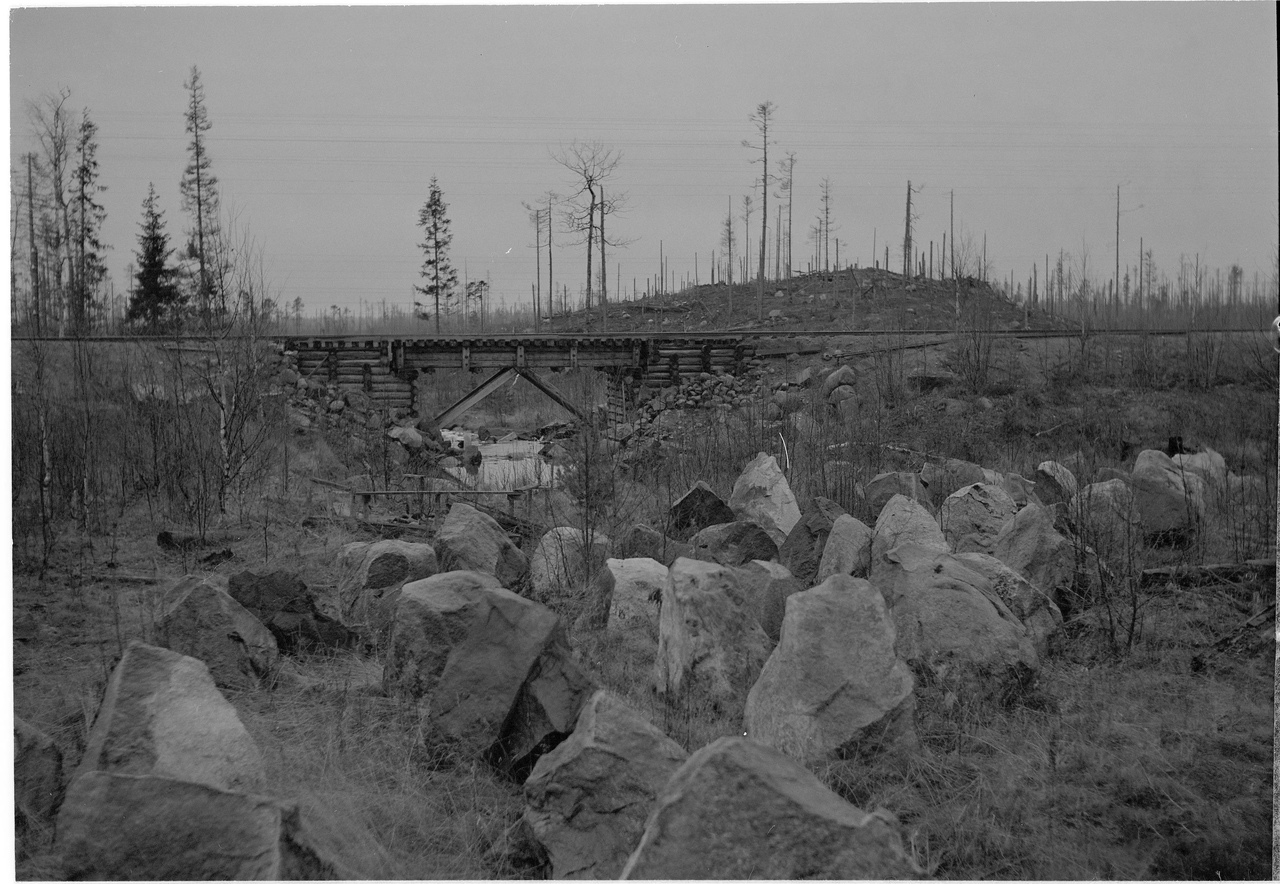
Разъезд Колласйоки во время войны. 19 августа 1941 года.

С 1932 года на разъезде имели остановку пригородные поезда сообщением: Маткаселькя — Суоярви I — Найстенъярви. В 1944 году разъезд был временно переоборудован в станцию.
Место в основном известно боевыми действиями в Советско-финской войне (1939—1940).
После Великой Отечественной войны и передачи территории СССР разъезд не восстанавливался. Последнее упоминание об остановочном пункте Колласйоки встречается в Атласе железных дорог СССР за 1968 год.
В настоящее время (2019 год) возле бывшего разъезда сохранился фундамент от бывшего станционного здания.

## Галерея

Остановочный пункт Колласйоки
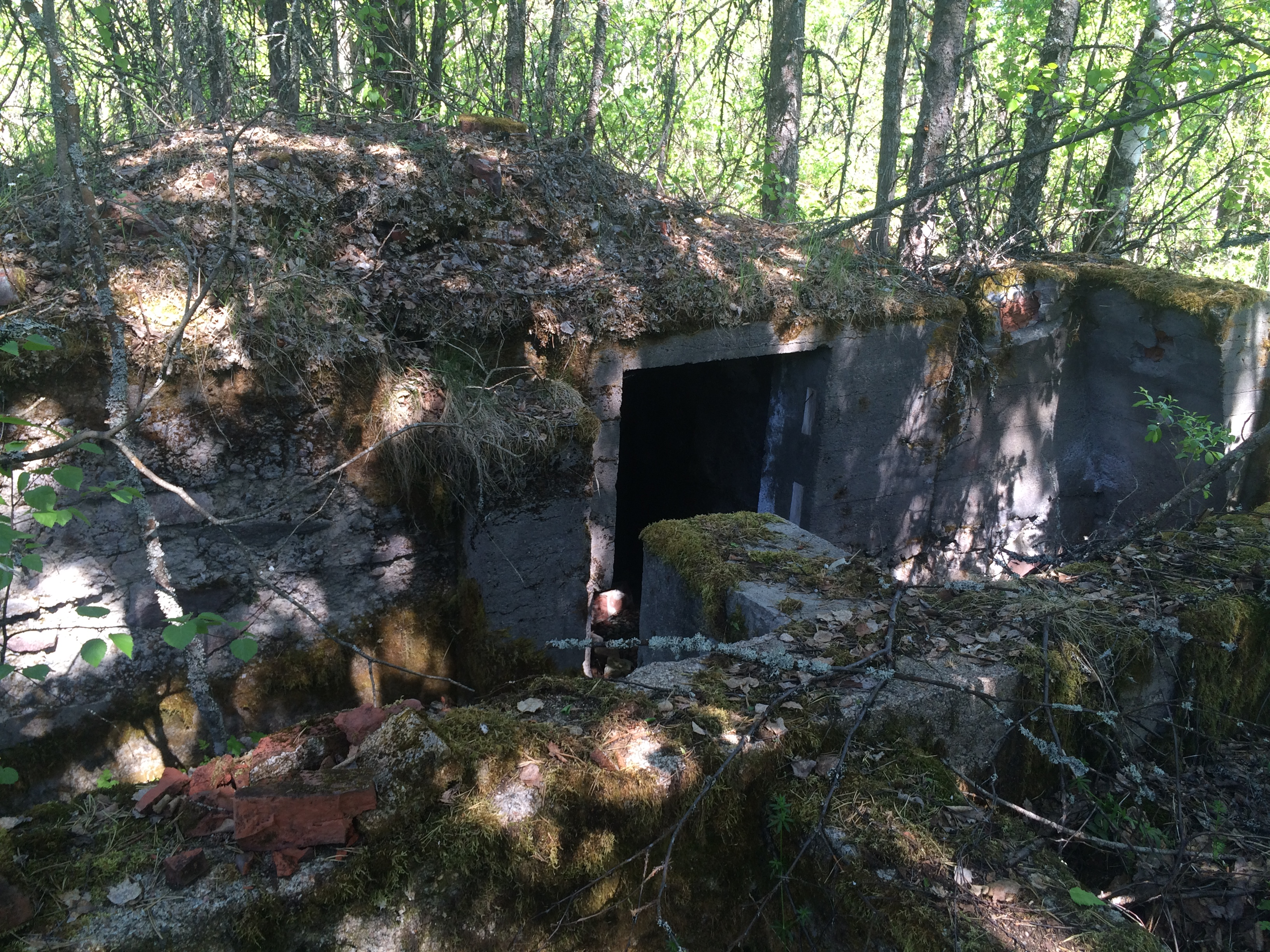
Подвал станционного здания.
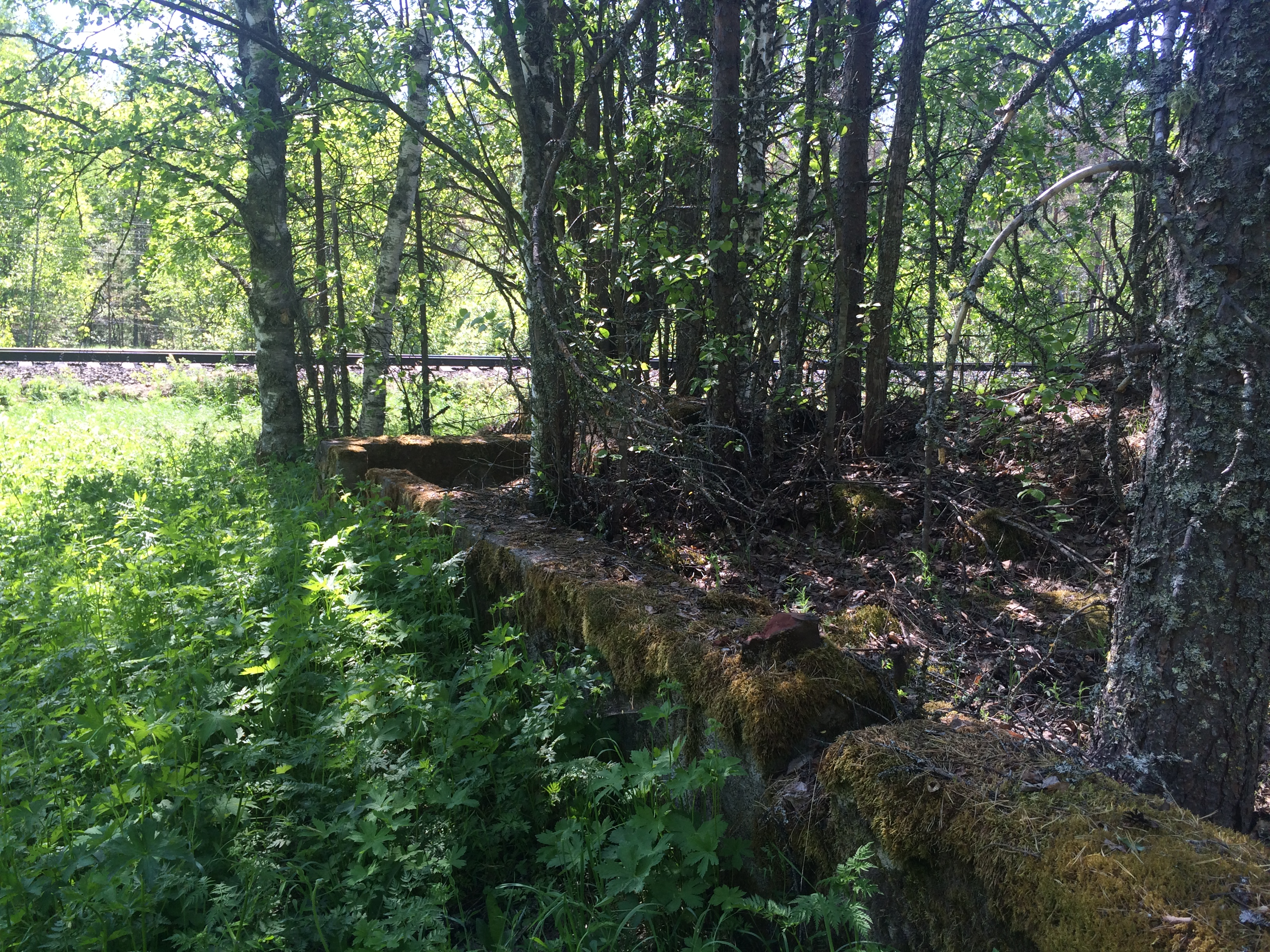
Фундамент станционного здания.
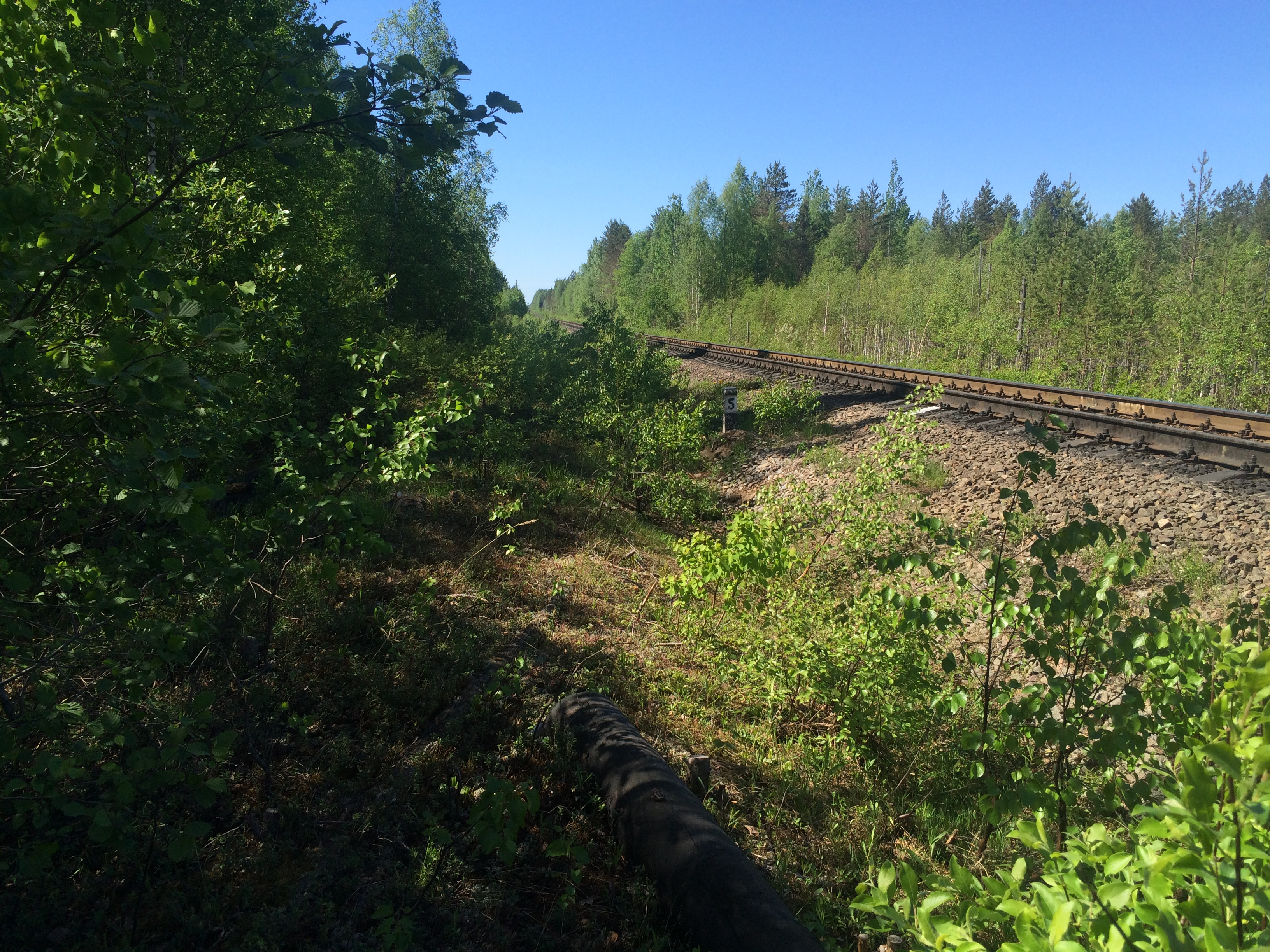
Разобранный боковой путь. Вид в сторону ст. Лоймола.
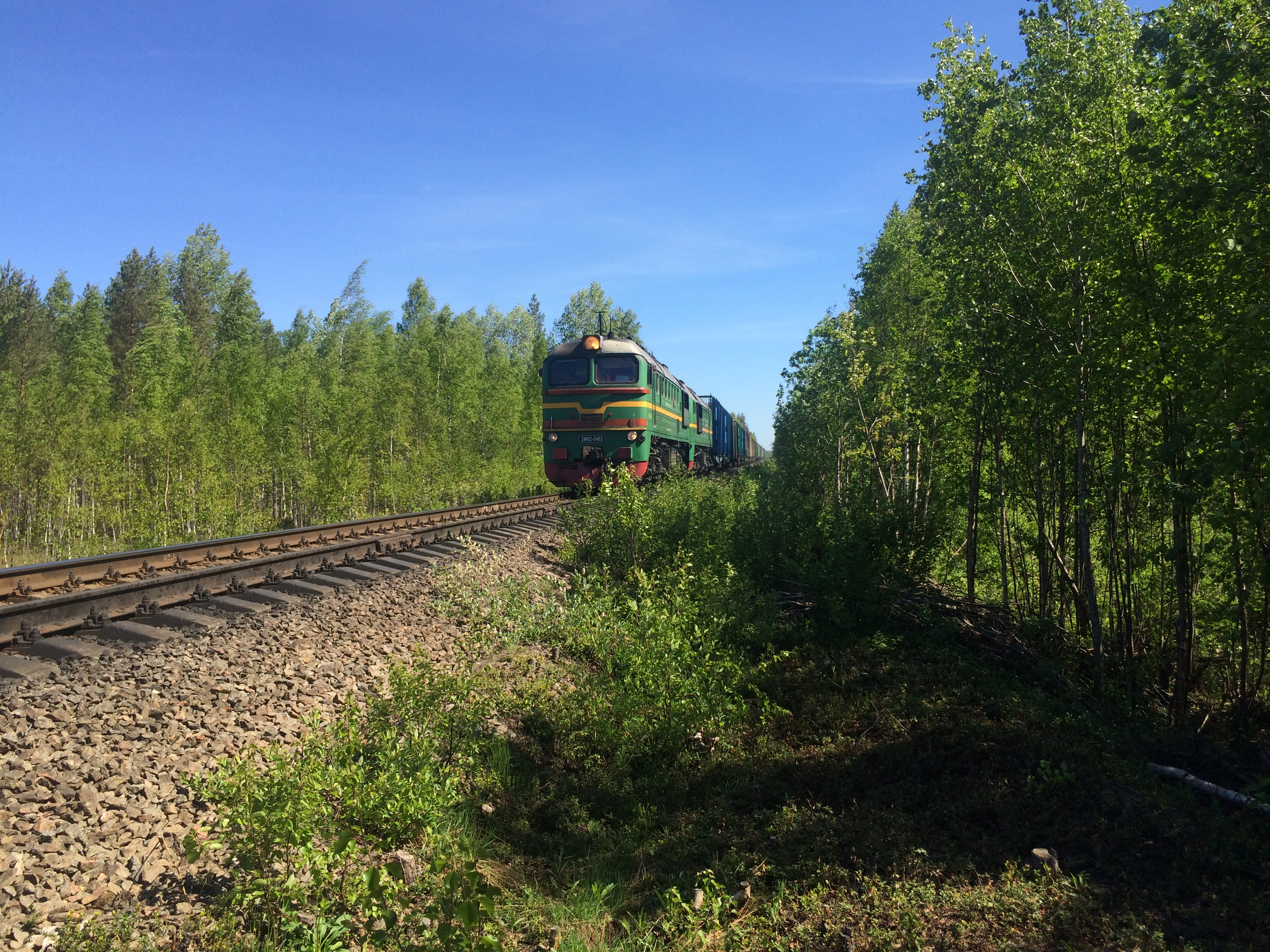
Разобранный боковой путь. Вид в сторону ст. Пийтсиёки.
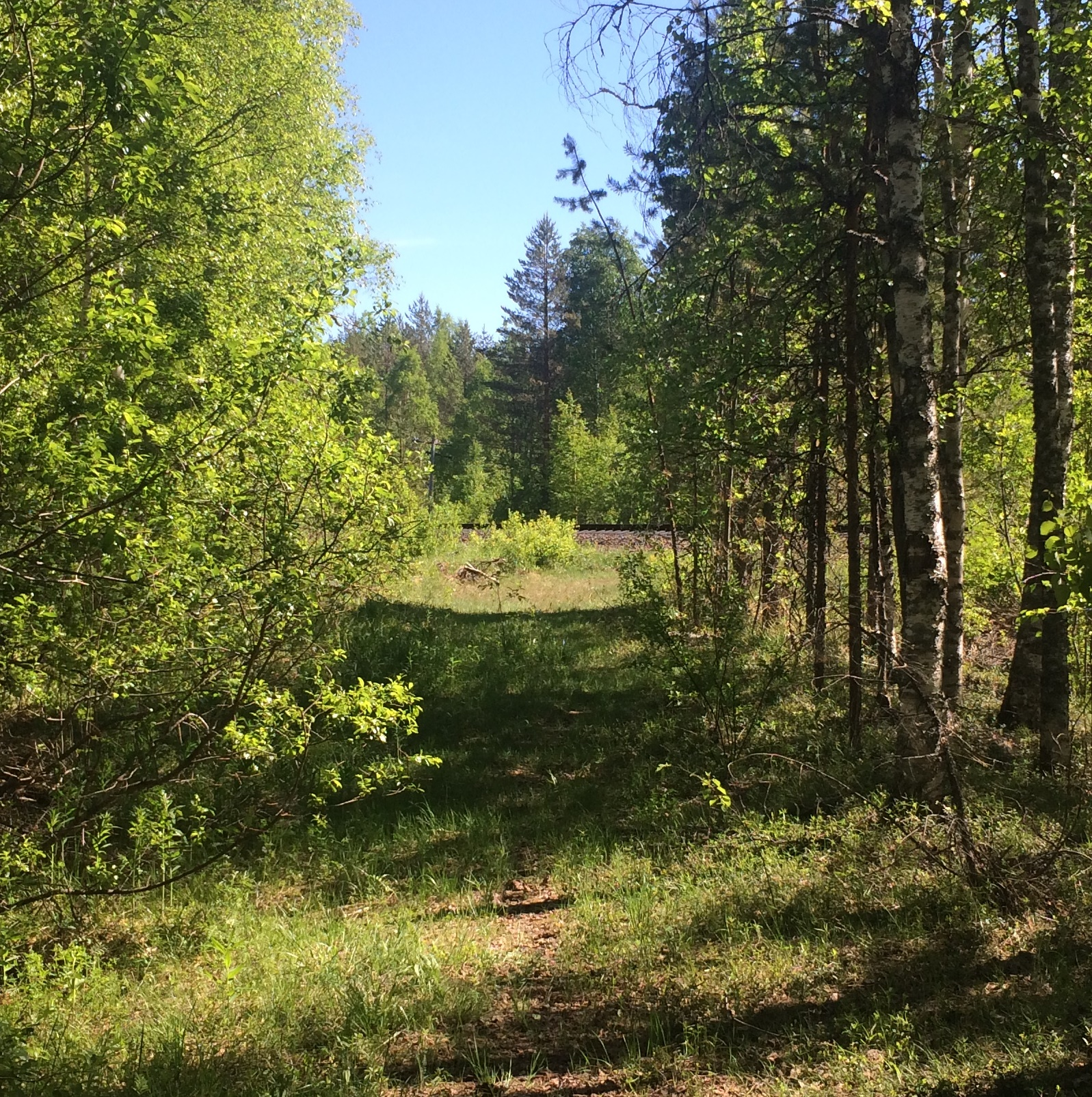
Полотно подъездного пути. Вид на юг.
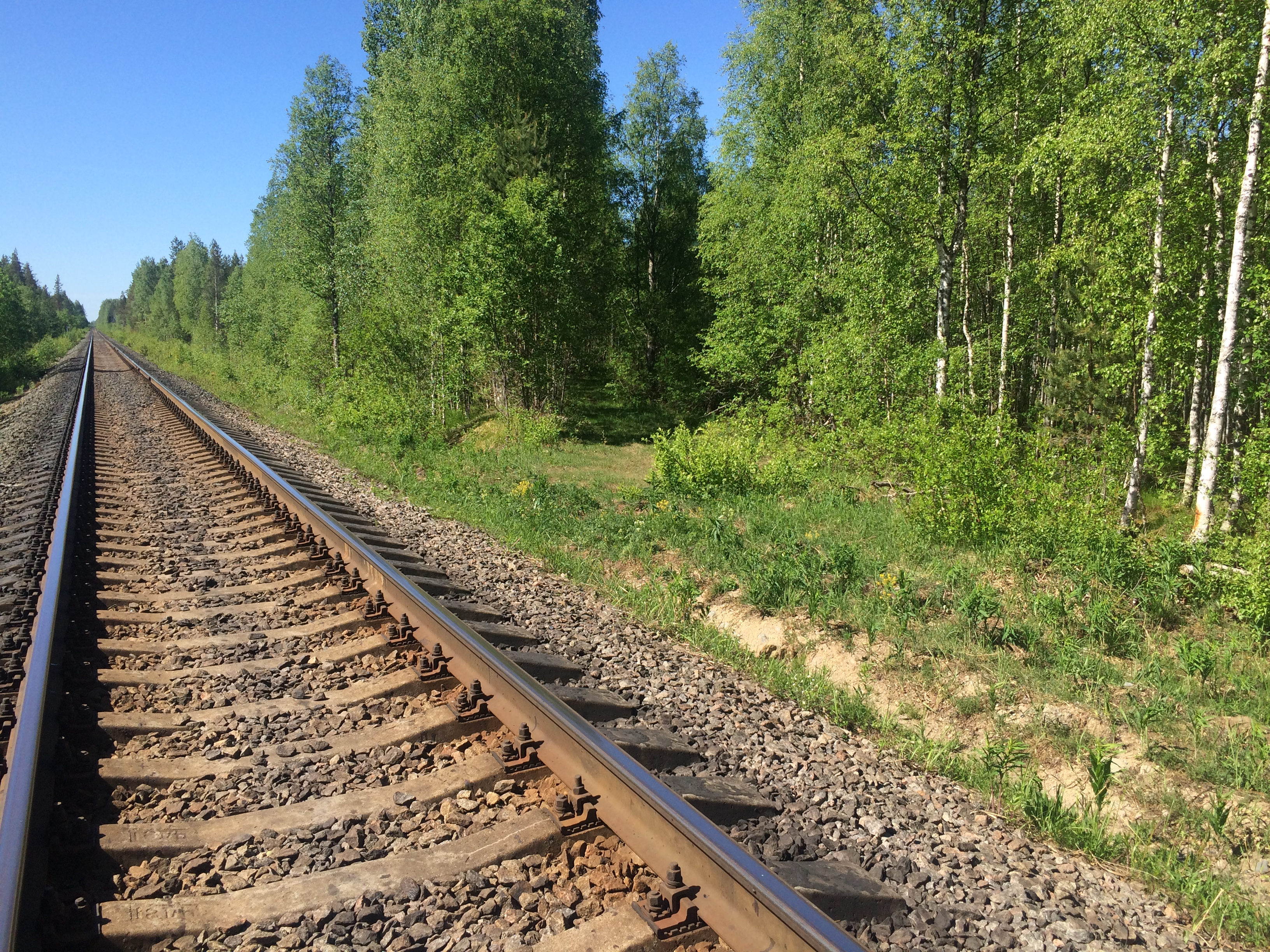
Бывшее место примыкания подъездного пути.